# Drakbåts-VM för landslag 2017
Drakbåts-VM för landslag 2017 anordnades av IDBF. VM delades för första gången upp i två evenemang – ett i Divonne-les-Bains i Frankrike den 27–30 juli för junior- och U24-klasserna samt ett i Kunming i Kina den 18–23 oktober för premier- och seniorklasserna. Distanserna var 200 meter, 500 meter, 1 000 meter (endast i Kunming) och 2 000 meter. Det tävlades i både 10-manna- och 20-mannabåtar i dam-, mixed- och open-klasser på junior-, premier- och senior-nivå.

## Medaljtabell 20-manna
| Pl.    | Nation         | Guld | Silver | Brons | Totalt |
| ------ | -------------- | ---- | ------ | ----- | ------ |
| 1      | Kanada         | 26   | 16     | 7     | 49     |
| 2      | Kina           | 15   | 2      | 2     | 19     |
| 3      | USA            | 4    | 11     | 23    | 38     |
| 4      | Australien     | 3    | 15     | 13    | 31     |
| 5      | Thailand       | 3    | 4      | 2     | 9      |
| 6      | Ukraina        | 3    | 1      | 2     | 6      |
| 7      | Ungern         | 0    | 3      | 0     | 3      |
| 8      | Storbritannien | 0    | 1      | 2     | 3      |
| 9      | Taiwan         | 0    | 1      | 0     | 1      |
| 10     | Frankrike      | 0    | 0      | 1     | 1      |
| 11     | Ryssland       | 0    | 0      | 1     | 1      |
| Totalt | Totalt         | 54   | 54     | 54    | 162    |

## Medaljtabell 10-manna
| Pl.    | Nation         | Guld | Silver | Brons | Totalt |
| ------ | -------------- | ---- | ------ | ----- | ------ |
| 1      | Thailand       | 13   | 2      | 2     | 17     |
| 2      | Ryssland       | 11   | 3      | 1     | 15     |
| 3      | Kanada         | 8    | 9      | 9     | 26     |
| 4      | Australien     | 5    | 9      | 9     | 23     |
| 5      | Kina           | 4    | 6      | 4     | 14     |
| 6      | Italien        | 4    | 1      | 1     | 6      |
| 7      | Ukraina        | 3    | 4      | 5     | 12     |
| 8      | Tyskland       | 1    | 7      | 5     | 13     |
| 9      | Storbritannien | 1    | 0      | 3     | 4      |
| 10     | Ungern         | 1    | 1      | 1     | 3      |
| 11     | Myanmar        | 1    | 1      | 1     | 3      |
| 12     | Frankrike      | 0    | 3      | 0     | 3      |
| 13     | Hongkong       | 0    | 2      | 4     | 6      |
| 14     | Taiwan         | 0    | 2      | 1     | 3      |
| 15     | Singapore      | 0    | 1      | 5     | 6      |
| 16     | Spanien        | 0    | 1      | 1     | 2      |
| Totalt | Totalt         | 52   | 52     | 52    | 156    |

## Medaljtabell totalt
| Pl.    | Nation         | Guld | Silver | Brons | Totalt |
| ------ | -------------- | ---- | ------ | ----- | ------ |
| 1      | Kanada         | 34   | 25     | 16    | 75     |
| 2      | Kina           | 19   | 8      | 6     | 33     |
| 3      | Thailand       | 16   | 6      | 4     | 26     |
| 4      | Ryssland       | 11   | 3      | 2     | 16     |
| 5      | Australien     | 8    | 24     | 22    | 54     |
| 6      | Ukraina        | 6    | 5      | 7     | 18     |
| 7      | USA            | 4    | 11     | 23    | 383    |
| 8      | Italien        | 4    | 1      | 1     | 6      |
| 9      | Tyskland       | 1    | 7      | 5     | 13     |
| 10     | Ungern         | 1    | 4      | 1     | 6      |
| 11     | Storbritannien | 1    | 1      | 5     | 7      |
| 12     | Myanmar        | 1    | 1      | 1     | 3      |
| 13     | Frankrike      | 0    | 3      | 1     | 4      |
| 14     | Taiwan         | 0    | 3      | 1     | 4      |
| 15     | Hongkong       | 0    | 2      | 4     | 6      |
| 16     | Singapore      | 0    | 1      | 5     | 6      |
| 17     | Spanien        | 0    | 1      | 1     | 2      |
| NP     | Filippinerna   | 0    | 0      | 0     | 0      |
| NP     | Indien         | 0    | 0      | 0     | 0      |
| NP     | Iran           | 0    | 0      | 0     | 0      |
| NP     | Japan          | 0    | 0      | 0     | 0      |
| NP     | Macau          | 0    | 0      | 0     | 0      |
| NP     | Nya Zeeland    | 0    | 0      | 0     | 0      |
| NP     | Schweiz        | 0    | 0      | 0     | 0      |
| NP     | Sverige        | 0    | 0      | 0     | 0      |
| NP     | Tjeckien       | 0    | 0      | 0     | 0      |
| Totalt | Totalt         | 106  | 106    | 106   | 318    |

## Medaljsammanfattning 20-manna

### Premier
| Klass                  | Guld   | Silver   | Brons          |
| 200m, premier herrar   | Kina   | Thailand | USA            |
| 500m, premier herrar   | Kina   | Thailand | Kanada         |
| 1 000m, premier herrar | USA    | Taiwan   | Thailand       |
| 2 000m, premier herrar | Kina   | USA      | Thailand       |
| 200m, premier damer    | Kina   | Kanada   | Storbritannien |
| 500m, premier damer    | Kanada | Kina     | USA            |
| 1 000m, premier damer  | USA    | Kanada   | Kina           |
| 2 000m, premier damer  | Kanada | USA      | Kina           |
| 200m, premier mixed    | Kina   | Thailand | Kanada         |
| 500m, premier mixed    | Kina   | Thailand | USA            |
| 1 000m, premier mixed  | Kina   | Kanada   | USA            |
| 2 000m, premier mixed  | USA    | Kina     | Kanada         |

### Junior A
| Klass                   | Guld    | Silver     | Brons      |
| 200m, junior A herrar   | Kanada  | Australien | Ukraina    |
| 500m, junior A herrar   | Kanada  | Ukraina    | Australien |
| 2 000m, junior A herrar | Ukraina | Kanada     | Australien |
| 200m, junior A mixed    | Kanada  | Ungern     | Ukraina    |
| 500m, junior A mixed    | Ukraina | Ungern     | Kanada     |
| 2 000m, junior A mixed  | Ukraina | Ungern     | Frankrike  |

### U24
| Klass             | Guld     | Silver | Brons      |
| 200m, U24 mixed   | Thailand | Kanada | Australien |
| 500m, U24 mixed   | Thailand | Kanada | Australien |
| 2 000m, U24 mixed | Thailand | Kanada | Australien |

### Senior A
| Klass                   | Guld   | Silver     | Brons      |
| 200m, senior A herrar   | Kina   | Kanada     | USA        |
| 500m, senior A herrar   | Kina   | Kanada     | USA        |
| 1 000m, senior A herrar | Kina   | Australien | Kanada     |
| 2 000m, senior A herrar | Kina   | Kanada     | USA        |
| 200m, senior A damer    | Kanada | Australien | USA        |
| 500m, senior A damer    | Kanada | Australien | USA        |
| 1 000m, senior A damer  | Kanada | Australien | USA        |
| 2 000m, senior A damer  | Kanada | Australien | USA        |
| 200m, senior A mixed    | Kanada | Australien | USA        |
| 500m, senior A mixed    | Kanada | Australien | USA        |
| 1 000m, senior A mixed  | Kanada | USA        | Ryssland   |
| 2 000m, senior A mixed  | Kanada | USA        | Australien |

### Senior B
| Klass                   | Guld       | Silver         | Brons          |
| 200m, senior B herrar   | Kina       | Storbritannien | Kanada         |
| 500m, senior B herrar   | Kina       | Kanada         | Storbritannien |
| 1 000m, senior B herrar | Kina       | USA            | Kanada         |
| 2 000m, senior B herrar | Kina       | Kanada         | USA            |
| 200m, senior B damer    | Australien | Kanada         | USA            |
| 500m, senior B damer    | Kanada     | Australien     | USA            |
| 1 000m, senior B damer  | Kanada     | Australien     | USA            |
| 2 000m, senior B damer  | Australien | Kanada         | USA            |
| 200m, senior B mixed    | Australien | Kanada         | USA            |
| 500m, senior B mixed    | Kanada     | USA            | Australien     |
| 1 000m, senior B mixed  | USA        | Kanada         | Australien     |
| 2 000m, senior B mixed  | Kanada     | USA            | Australien     |

### Senior C
| Klass                   | Guld   | Silver     | Brons      |
| 200m, senior C herrar   | Kanada | Australien | USA        |
| 500m, senior C herrar   | Kanada | Australien | USA        |
| 2 000m, senior C herrar | Kanada | Australien | USA        |
| 200m, senior C damer    | Kanada | USA        | Australien |
| 500m, senior C damer    | Kanada | Australien | USA        |
| 2 000m, senior C damer  | Kanada | Australien | USA        |
| 200m, senior C mixed    | Kanada | USA        | Australien |
| 500m, senior C mixed    | Kanada | USA        | Australien |
| 2 000m, senior C mixed  | Kanada | USA        | Australien |

## Medaljsammanfattning 10-manna

### Premier
| Klass                  | Guld     | Silver   | Brons      |
| 200m, premier herrar   | Thailand | Kina     | Taiwan     |
| 500m, premier herrar   | Kina     | Taiwan   | Thailand   |
| 2 000m, premier herrar | Kina     | Taiwan   | Thailand   |
| 200m, premier damer    | Kina     | Thailand | Myanmar    |
| 500m, premier damer    | Thailand | Kina     | Australien |
| 2 000m, premier damer  | Kina     | Thailand | Australien |
| 200m, premier mixed    | Thailand | Kina     | Ryssland   |
| 500m, premier mixed    | Thailand | Myanmar  | Kina       |
| 2 000m, premier mixed  | Myanmar  | Kina     | Kanada     |

### Junior A
| Klass                   | Guld           | Silver     | Brons          |
| 200m, junior A herrar   | Ungern         | Italien    | Tyskland       |
| 500m, junior A herrar   | Italien        | Tyskland   | Storbritannien |
| 2 000m, junior A herrar | Italien        | Ungern     | Tyskland       |
| 200m, junior A damer    | Kanada         | Australien | Ungern         |
| 500m, junior A damer    | Ukraina        | Australien | Kanada         |
| 2 000m, junior A damer  | Ukraina        | Australien | Kanada         |
| 200m, junior A mixed    | Storbritannien | Frankrike  | Italien        |
| 500m, junior A mixed    | Italien        | Frankrike  | Storbritannien |
| 2 000m, junior A mixed  | Italien        | Frankrike  | Storbritannien |

### Junior B
| Klass                   | Guld       | Silver       | Brons        |
| 200m, junior B herrar   | Kanada     | Australien   | Ukraina      |
| 500m, junior B herrar   | Australien | Kanada       | Ukraina      |
| 2 000m, junior B herrar | Australien | Kanada       | Ukraina      |
| 200m, junior B mixed    | Kanada     | Australien 1 | Australien 2 |
| 500m, junior B mixed    | Kanada     | Australien 1 | Australien 2 |
| 2 000m, junior B mixed  | Australien | Ukraina      | Kanada       |

### U24
| Klass              | Guld     | Silver   | Brons      |
| 200m, U24 herrar   | Thailand | Hongkong | Kanada     |
| 500m, U24 herrar   | Thailand | Kanada 1 | Kanada 2   |
| 2 000m, U24 herrar | Thailand | Kanada   | Ukraina    |
| 200m, U24 damer    | Thailand | Kanada 1 | Kanada 2   |
| 500m, U24 damer    | Thailand | Kanada   | Australien |
| 2 000m, U24 damer  | Thailand | Kanada   | Australien |
| 200m, U24 mixed    | Thailand | Ukraina  | Kanada     |
| 500m, U24 mixed    | Thailand | Ukraina  | Kanada     |
| 2 000m, U24 mixed  | Thailand | Kanada   | Spanien    |

### Senior A
| Klass                   | Guld     | Silver     | Brons      |
| 200m, senior A herrar   | Ryssland | Australien | Ukraina    |
| 500m, senior A herrar   | Ryssland | Ukraina    | Australien |
| 2 000m, senior A herrar | Ukraina  | Ryssland   | Australien |
| 200m, senior A damer    | Ryssland | Tyskland   | Singapore  |
| 500m, senior A damer    | Ryssland | Tyskland   | Kina       |
| 2 000m, senior A damer  | Ryssland | Tyskland   | Kina       |
| 200m, senior A mixed    | Kanada   | Kina       | Singapore  |
| 500m, senior A mixed    | Kanada   | Kina       | Singapore  |
| 2 000m, senior A mixed  | Kanada   | Spanien    | Kina       |

### Senior B
| Klass                   | Guld       | Silver     | Brons     |
| 200m, senior B herrar   | Australien | Ryssland   | Singapore |
| 500m, senior B herrar   | Australien | Ryssland   | Hongkong  |
| 2 000m, senior B herrar | Ryssland   | Australien | Hongkong  |
| 200m, senior B mixed    | Ryssland   | Singapore  | Tyskland  |
| 500m, senior B mixed    | Ryssland   | Tyskland   | Singapore |

### Senior C
| Klass                   | Guld     | Silver     | Brons      |
| 200m, senior C herrar   | Ryssland | Hongkong   | Tyskland   |
| 500m, senior C herrar   | Ryssland | Tyskland   | Hongkong   |
| 2 000m, senior C herrar | Ryssland | Tyskland   | Hongkong   |
| 200m, senior C mixed    | Tyskland | Kanada     | Australien |
| 500m, senior C mixed    | Kanada   | Australien | Tyskland   |